# Max Prosa
Max Prosa (né Max Podeschwig en 1989 à Berlin) est un auteur-compositeur-interprète allemand de musique pop.

## Biographie
Max Prosa est élevé à Berlin-Charlottenburg par sa mère. Il saute une classe et obtient son baccalauréat à l'âge de 17 ans à l'école de Hildegard-Wegscheider-Oberschule à Berlin-Grunewald. Après deux années non assidues en Physique et en Philosophie, il interrompt ses études, part pour Berlin-Neukölln et se consacre à la musique. À 18 ans il se présente à la Mannheimer Popakademie, où il est d'abord refusé. En 2010, il a l'occasion de participer au projet Bandpool de la Popakademie. En 2011, il est remarqué par Clueso et qui l'engage pour se produire en première partie de sa tournée « An-und-für-sich-Tour ». La même année, il fait sa première apparition à la télévision dans l'émission, Inas Nacht. En janvier 2012 son premier album sort Die Phantasie wird siegen (avec Dota Kehr comme chanteuse). Cet album obtient un écho positif de la part de la critique qui le compare à Bob Dylan jeune et atteint la 20e place aux hits-parade allemands. En février 2012, Max Prosa entreprend sa première tournée solo à travers l'Allemagne. En avril 2013, sort son deuxième album Rangoon. Il s'est lié d'amitité avec Misha Schoeneberg (de Ton Steine Scherben), avec qui il collabore à l'écriture des textes des chansons.
Pendant sa tournée, Max Prosa est accompagné de Joda Foerster (batteur), Erez Frank (Bassiste), Stefan Ebert (claviste), Alex Binder (guitare) et Magnus Olsen (guitare).

## Discographie

### Album
- 2012 : Die Phantasie wird siegen
- 2013 : Rangoon
- 2013 : Streunende Hunde (Bonus dans : Rangoon Édition Deluxe)

#### Accompagnement
- 2012 : Heute hier, morgen dort - Salut an Hannes Wader  (avec plusieurs autres interprètes)

### Singles
- 2011 : Flügel
- 2012 : Mein Kind
- 2013 : Zauberer
- 2014 : Der Partisan